# Viktor Bieler
Pour les articles homonymes, voir Bieler.
Viktor Bieler, né le 16 mars 1881 à Termen et mort le 19 mars 1952 à Sion, est un prélat suisse, évêque de Sion de 1919 à 1952.

## Biographie
Né le 16 mars 1881 à Termen d'un père agriculteur, Viktor Bieler suit son collège à Brigue et à Sion avant d'entrer au séminaire à Sion puis d'étudier au Collegium Canisianum à Innsbruck. Il est ordonné prêtre le 7 juillet 1907, devient chancelier de l'évéché et enseigne au séminaire.
Le 26 mai 1919, il est nommé évêque de Sion par Benoît XV : il est ainsi le premier évêque de Sion nommé directement par le pape, et non par le Chapitre de chanoines ou le Conseil d'État. Il a alors 38 ans.

### Épiscopat
Il est ordonné évêque le 27 juillet 1919 par Jakob Stammler, évêque de Bâle, assisté de Georg Schmid von Grüneck, évêque de Coire et Robert Bürkler (de), évêque de Saint-Gall.
Durant son épiscopat, il fait le nécessaire pour que les prêtres puissent avoir un revenu suffisant. Il contribue également à la création de plusieurs paroisses et d'églises, et fait restaurer la cathédrale de Sion et en agrandit le chœur.
En 1926, il convoque un synode diocésain, et devient doyen de la Conférence des évêques suisses en 1935.
Il meurt le 19 mars 1952 après plusieurs mois de souffrance.

## Publications
- (de) Die Heiligkeit der Ehe [« La sainteté du mariage »], Kösel & Pustet Verlag, 44 p.
- (de) Der Verkehr mit Gott, Innsbruck, Rauch, 1951, 454 p.